# Smlouva ze Sálbáí (1782)
Smlouva ze Sálbáí (1782) byla podepsána 17. května 1782 zástupci Maráthské říše a Britskou Východoindickou společností po dlouhých jednáních o urovnání výsledku první anglo-maráthské války. Uzavřeli ji generální guvernér Warren Hastings a péšva Mahádadží Šindé. Podle jejích podmínek si Společnost ponechala kontrolu nad regionem Salsette a Bharúč a získala záruky, že Maráthové porazí Haidara Alího z Maisúru a znovu získají území v Karnátace. Maráthové se také zavázali, že Francii bude zakázáno zakládat osady na jejich územích. Na oplátku Britové souhlasili s odchodem svého chráněnce Raghunatha Rao a uznali Madhavrao II. jako maráthského Peshwu. Britové rovněž uznali územní nároky Mahádadží Šindého západně od řeky Jamuny a dále všech území okupovaných Brity po uzavření smlouvy z Purandaru z roku 1776.
Salbajská smlouva vyústila ve 20 let relativního míru mezi Maráthskou říší a Východoindickou společností až do vypuknutí druhé anglo-maráthské války v roce 1802.